# Croissance bactérienne
 (février 2007).
La notion de croissance bactérienne recouvre deux aspects : la croissance de la cellule bactérienne (taille, masse, volume), et le phénomène de division cellulaire (population). Pour simplifier, on assimile souvent la croissance à la division cellulaire. Le plus simple est de considérer la croissance comme un ensemble de réactions (du métabolisme) conduisant à la synthèse de biomasse bactérienne. La croissance est alors définie par l'augmentation de biomasse sèche.
L'étude de la croissance bactérienne consiste en la détermination des paramètres de croissance pour une souche bactérienne donnée.
Si l'on s'intéresse à des cellules, isolées (disjointes, qui ne sont pas en mycélium ou pseudomycélium ou en pelotes), comme c'est le cas quasi systématiquement ici (il y a des exceptions comme le genre Streptomyces ; les individus de ce genre peuvent s'organiser en mycélium ou en pseudomycélium), et si leur taille, masse et volume moyens sont invariables et négligeables lors de la phase de croissance considérée, (Cf. plus bas "Expression graphique de la croissance en milieu non renouvelé"), alors l'étude de la croissance revient à l'évaluation de la biomasse bactérienne et à l'évaluation du nombre de bactéries (il existe alors une relation entre ce nombre et la biomasse). 
Dans ce cas, l'étude de la croissance est donc rendue possible grâce à l'augmentation de la biomasse bactérienne et aux divisions cellulaires qui se produisent lorsque les bactéries se trouvent dans un milieu favorable et dans des conditions physicochimiques (température, pression, nature des gaz ambiants, pH…) optimales. 
Dans le cas assez rare où la bactérie étudiée peut s'organiser de telle sorte que les cellules ne sont plus disjointes, (exemple : genre Streptomyces qui forme des mycéliums ou des pseudomycéliums), il n'est plus possible d'évaluer la croissance selon le nombre de cellules et il n'existe plus de relation entre la biomasse et ce nombre de cellules. 
Dans ce cas, l'étude de la croissance revient alors à évaluer la biomasse bactérienne lorsque les bactéries se trouvent dans un milieu favorable et dans des conditions physicochimiques optimales.
Dans tous les cas, il se pose le problème de l'évaluation du nombre de cellules mortes parmi les cellules vivantes (Il existe systématiquement des cellules mortes parmi les cellules vivantes.).
L'étude de la croissance bactérienne se fait généralement en milieu optimal de croissance non renouvelé, (c'est-à-dire que l'on ne change pas le milieu, on n'en ajoute pas et on n'en enlève pas), de la bactérie étudiée et dans des conditions physicochimiques optimales.

## Conditions nécessaires à la croissance bactérienne
Il s'agit des conditions nécessaires à la division cellulaire : selon le type de bactéries, un milieu minimum peut être suffisant ou non. Dans ce dernier cas, il faudra utiliser un milieu de culture enrichi, (avec des produits biologiques par exemple) pour créer les conditions de nutrition nécessaires à la croissance.
À cela s'ajoutent des conditions physico-chimiques qui doivent être suffisantes (température viable, pH viable, composition et proportions des gaz ambiants…).
L'étude de la croissance bactérienne se fait le plus souvent dans toutes les conditions optimales pour la bactérie étudiée.

## Méthodes d'étude de la croissance

### Méthodes de comptage
La façon la plus simple d'étudier la croissance bactérienne est de mesurer le nombre de bactéries à intervalles de temps réguliers dans une culture.

#### Détection et dénombrement direct microscopique
L'avantage est que le matériel nécessaire n'est pas très important et qu'on peut faire des colorations différentielles, des observations morphologiques et visualiser les groupements. Ce type de dénombrement permet, grâce à une coloration (au Bleu de Méthylène ou au colorant de Newton), de différencier si on le souhaite les bactéries mortes des bactéries vivantes. L'inconvénient est que la méthode est lente, peu sensible, peu juste (peu exacte) et fatigante pour l'observateur.
- Cellule de numération (Cellule de Thoma, Cellule de Malassez, Cellule de Pétroff Hauser)
- Méthode de Breed

#### Comptage électronique
- Coulter : compteur de particules : on met les microorganismes en suspension dans une solution unique et on fait passer la suspension à travers un orifice à la sortie duquel il y a deux électrodes qui se font face. Il y a une variation de la conductivité quand la cellule passe entre ces deux électrodes. Chaque variation de conductivité est comptée comme une cellule ; toutes les cellules sont ainsi comptées. On ne distingue pas les cellules mortes des vivantes avec cette méthode.
- Cytométrie en flux : même principe que le coulter, à la différence que le comptage est effectué lorsque les cellules passent devant un faisceau laser et qu'il y a réémission de lumière fluorescente ou diffraction créant une diffusion de la lumière reçue. Méthode plutôt utilisée pour faire du tri cellulaire selon plusieurs critères.
- DEFT (Direct Epifluorescent Filter Technique) : Coloration des cellules par un fluorochrome de type acridine orangé (substance oncogène). Ce fluorochrome va se fixer entre les bases azotées des acides nucléiques cellulaires, ce qui permet d'observer sous lumière UV, (ultraviolet), et d'avoir une fluorescence des acides nucléiques.

Les observations seront : 
- cellule à prédominance mauve en AMN (acide mertolinéique).
  - cellule à prédominance verte chargée en ADN (acide désoxyribonucléique) ⇒ Cellule morte.
  - cellule à prédominance rouge chargée en ARN (acide ribonucléique).

#### Techniques nécessitant une culture
- Techniques : unité formant colonie (UFC) : on considère qu'une seule bactérie va donner une seule colonie sur un milieu de culture, on va donc compter les colonies présentes sur une culture de bactéries connaissant le volume de suspension bactérienne étalée sur le milieu ou présent dans le milieu.

- Plate count (culture sur un milieu ordinaire, sans inhibiteurs, en surface, le but étant de compter l'ensemble des bactéries capables de croître à 30 °C et qui ont été prélevées sur une surface ou dans un aliment.).
- Ensemencement en spirale en surface sur gélose en boîte de Petri.
- Technique de Postgate.
- Dénombrement en surface après culture sur membrane filtrante (pour dénombrer les bactéries d'un milieu liquide comme l'eau).
- NPP : nombre le plus probable de cellules viables par tube, s'appuie sur des tables statistiques de tests de croissance.

### Détermination de la biomasse bactérienne
- Détermination de la masse sèche : on récupère la biomasse par centrifugation, ensuite on sèche à 105 °C en présence de sable de Fontainebleau jusqu'à obtenir une masse constante.

C'est une méthode rigoureuse mais elle a l'inconvénient d'exiger des suspensions bactériennes très denses et un milieu de culture sans particule. Elle ne différencie pas la biomasse morte de la biomasse vivante.
- Turbidimétrie : mesure du trouble d'une suspension bactérienne proportionnel à la biomasse présente dans la suspension. Elle ne distingue pas la biomasse morte de la vivante, mais son intérêt principal est sa rapidité et sa facilité d'application, notamment pour l'analyse dite "en ligne" c'est-à-dire en continu pour mesurer la biomasse dans un fermenteur par exemple.

- Packed Cells Volume (PCL) : méthode ressemblant un peu à la détermination de la masse sèche. On centrifuge le milieu de culture liquide pendant un temps donné, avec une accélération donnée, dans un tube de géométrie donnée, un volume de suspension cellulaire donné, et on obtient alors dans ce cas le volume du culot de centrifugation proportionnel à la biomasse bactérienne présente dans le tube.

Méthode rapide mais valable uniquement dans des conditions très standardisées.
- Mesure de l'activité cellulaire : On mesure un paramètre facilement déterminable et dont la valeur peut être corrélée avec précision à celle de la biomasse. La corrélation ne sera exacte que si l'état physiologique est constant.

- Dosage de l'azote (souvent méthode de Kjeldahl) :

On commence par une minéralisation c'est-à-dire que l'on fait passer tout l'azote présent dans les molécules organiques sous forme {\displaystyle NH_{4}^{+}}
On fait ensuite une distillation afin d'entrainer le {\displaystyle NH_{3}} de la solution et donc le volume correspondant à son entrainement.
Méthode valable que si la teneur cellulaire en azote est constante et ne dépend pas de l'état physiologique (la phase de croissance) dans laquelle se trouve la bactérie. Il faut que le dosage soit fait dans un état physiologique donné (exemple : phase exponentielle de croissance). 
Cette méthode est sensible.
- Dosage de l'ATP (Adénosine TriPhosphate) intracellulaire : mesure d'émission lumineuse : bioluminescence, due à l'utilisation d'un substrat sur la bactérie : la luciférine.

Avantages : très bonne sensibilité, détectabilité très basse (seuil de détection : {\displaystyle 10^{-13}}g d'ATP soit l'ATP contenu dans 200 Escherichia coli en phase exponentielle de croissance sur milieu cœur cervelle.)
Inconvénient : la quantité d'ATP varie énormément en fonction de la souche et de l'état physiologique de la souche étudiée.
Technique complètement adaptée aux mesures en phase exponentielle de croissance, aux mesures en fermenteurs, chémostats, où on a un maintien constant de l'état physiologique de la souche.
- Dosage des produits du métabolisme : corrélation entre les productions du métabolisme et la croissance bactérienne. Exemple : Acide lactique avec Lactobacillus : la croissance du Lactobacillus est proportionnelle à la production d'acide lactique.

- Mesures des variations physicochimiques du milieu biologique :
  - pH (concentration en {\displaystyle H_{3}O^{+}})
  - rH (potentiel d'oxydoréduction)
  - Impédancemétrie
  - microcalorimétrie (production de chaleur)

## Paramètres de la croissance en milieu non renouvelé
- Le nombre de divisions ou générations : n
- La population bactérienne : N ; on note N0 la population initiale, et Nn la population après n divisions
- Le temps de génération : G ; c'est le temps nécessaire pour que la population double ou le temps qui sépare deux divisions successives

## Expression mathématique de la croissance
- On définit le taux de croissance horaire grâce à la formule: {\displaystyle R={n \over t}={1 \over G}}
- On définit le taux de croissance népérien  μ  par la formule:  µ {\displaystyle =R\times ln(2)={1 \over G}\times ln(2)} (Il représente l'accroissement de la population par unité de temps)

## Expression graphique de la croissance en milieu non renouvelé

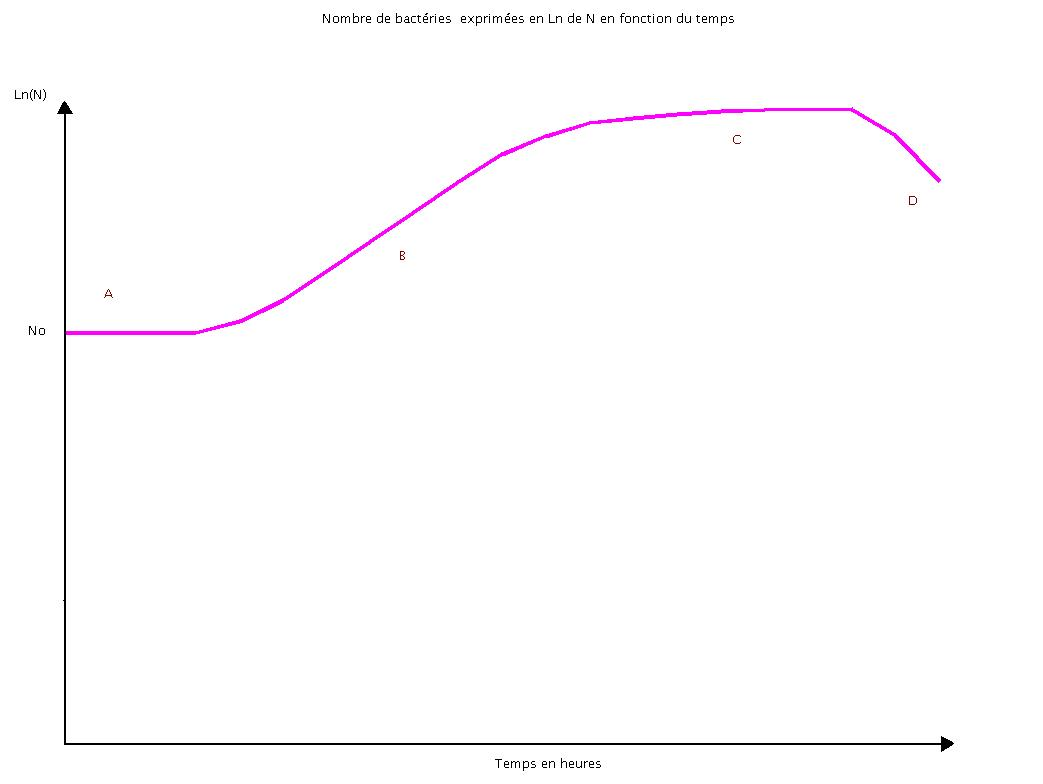
Ln(n) en fonction du temps.

Les caractéristiques des différentes phases de croissance peuvent être graphiquement représentées par la courbe lnN=f(t).
- La phase de latence (A)

Il s'agit d'une période au cours de laquelle les cellules synthétisent les enzymes qui vont leur être nécessaires pour utiliser les substrats (éléments nutritifs) du milieu.
Il n'y a pas de division cellulaire: N=N0 et (μ)=0
- La phase d'accélération

Les divisions cellulaires commencent : N augmente, (μ) augmente, et G diminue.
- La phase exponentielle (B)

La vitesse de reproduction cellulaire a atteint son maximum et reste constante : N augmente, (μ)expo est constant et maximal (dans les conditions opératoires), et G est constant et minimal.
- La phase de décélération

Elle correspond au début de l'épuisement des nutriments du milieu et de l'accumulation des déchets: N augmente, (μ) diminue et G augmente. C'est à partir de ce moment qu'apparaissent les premières sporulations pour les espèces sporogènes.
- La phase stationnaire (C)

La croissance apparaît nulle. Autant de cellules apparaissent qu'il n'en disparaît par lyse cellulaire. N est constante et maximale.
- La phase de déclin (D)

Le nombre de cellules qui meurent augmente. Les nutriments sont totalement épuisés et les déchets s'accumulent. N diminue, (μ) est négatif.

cas particulier intervenant dans cette phase : la phase dite cryptique. Elle correspond au redémarrage de la croissance dû aux quelques bactéries encore vivantes qui se servent des bactéries lysées comme substrat.

## Phénomène de diauxie
Exemple: E.coli, cultivé sur milieu contenant deux sucres comme le glucose et le lactose(kligler)
utilise en priorité le glucose car il est métabolisé par des enzymes constitutives;
quand le glucose est épuisé, la bacterie synthétise des enzymes inductibles pour dégrader le lactose
(Exemple:beta-galactosidase et beta-galactoside pérméase)
ce phénomène est appelé DIAUXIE

## Rendement de la croissance
La masse microbienne produite à partir d'un nutriment s'exprime quantitativement comme le rendement de croissance, noté Y :
{\displaystyle Y={\frac {\mathrm {masse~bact{\acute {e}}rienne~produite~(en~g)} }{\mathrm {masse~de~substrat~consomm{\acute {e}}~(en~g~ou~mol)} }}}.
Le rendement est un indice de l'efficacité de conversion des éléments nutritifs en matériel cellulaire.

## Influence de l'environnement sur la croissance
Le pH affecte considérablement la croissance bactérienne.
Chaque espèce se développe dans une gamme définie de pH et possède un pH optimum de croissance
- acidophiles 1<pH optimum<6
- neutrophiles 5,5<pH optimum<8
- alcalophiles 8,5<pH optimum<11,5

La majorité des bactéries et des protozoaires est neutrophile. Une forte variation de pH endommage les bactéries en détruisant leurs membranes plasmiques, en inhibant l'activité des enzymes et en détruisant les protéines membranaires de transport.